# لیپوواتس (ورانگه)
لیپوواتس (به صربی: Lipovac) یک منطقهٔ مسکونی در صربستان است که در ورانیه واقع شده‌است. لیپوواتس ۷۹ نفر جمعیت دارد.